# DN12C
De DN12C (Drum Național 12C of Nationale weg 12C) is een weg in Roemenië. Hij loopt van Gheorgheni via Lacu Roșu  naar Bicaz. De weg is 54 kilometer lang. 